# Battlecat
Battlecat o DJ Battlecat, pseudonimo di Kevin Gilliam (20 aprile 1968), è un beatmaker statunitense originario della West Coast, più precisamente di Long Beach, California.

## Biografia
Debutta nel 1995 con Gumbo Roots album classico della West Coast, che sarà però pubblicato solo nel 1999. È uno dei più importanti produttori di sempre per il movimento G-funk assieme a Dj Quik, Dr. Dre (uno dei primi in assoluto) e Daz Dillinger. È attualmente attivo, anche se ormai sono anni che non esce nulla di suo. Al di là della effettiva esiguità della sua produzione come solista il suo ruolo fu fondamentale nell'evoluzione dello stile G-funk, con produzioni per i maggiori artisti legati a questo sottogenere dell'hip hop.

## Discografia
- 1999 - Gumbo Roots
- 2009 - G' & Sexy Vol. 1 (feat. Amplified)